# Pycnoschema brittoni
Pycnoschema brittoni är en skalbaggsart som beskrevs av S. Endrödi 1961. Pycnoschema brittoni ingår i släktet Pycnoschema och familjen Dynastidae. Inga underarter finns listade i Catalogue of Life.